# Zenón de Somodevilla
Pour les articles homonymes, voir Bengoechea.
Zenón de Somodevilla y Bengoechea, marquis de la Ensenada (Hervías, La Rioja, 20 avril (?) 1702 - Medina del Campo, 2 décembre 1781), était un homme politique espagnol, représentatif du courant des Lumières.
Il assuma les charges de secrétaire à l'Économie, à la Guerre et à la Marine, et des Indes ; il fut également surintendant général aux Finances, lieutenant-général de l'Amirauté, secrétaire d'État ; notaire des royaumes d'Espagne et chevalier de la Toison d'Or. Il conseilla trois rois, Philippe V, Ferdinand VI et Charles III.il a aussi tenté une extermination des gitans espagnols en envoyant les hommes comme esclaves dans les mines et les galères et en enfermant les femmes dans des couvents

## Biographie

### Jeunesse et service militaire
Zenón est le fils de Francisco de Somodevilla et de Francisca Bengoechea, représentants de ces familles d'ancienne noblesse de la Rioja, mais qui connaissent des problèmes financiers. On ne sait rien de la vie de Zenón avant sa rencontre à l'âge de 18 ans avec José Patiño Rosales, qui s'occupe alors de la réorganisation de la Marine espagnole à Cadix. Sous sa protection, il gravit les marches de l'administration navale, et est bientôt nommé secrétaire de l'amiral et infant Philippe (1737). À la mort de Campillo, en 1743, il est appelé au ministère par le roi Philippe V.
Zenón participe également aux expéditions de la prise d'Oran en 1731-1732 et aux campagnes italiennes du fils de Philippe V, Charles, alors roi de Naples et de Sicile en 1736-1737. Il est créé en 1736, pour ces raisons et sur recommandation de Charles, « marquis de la Ensenada ». C'est également en Italie qu'il noue plusieurs amitiés, qui lui seront d'un grand appui par la suite : le général Mina, le duc de Montemar, le marquis de Salas, Alonso Pérez Delgado (grand officier à la Marine) ou encore Agustín Pablo de Ordeñana.

### Ducourtisanau principal ministre de Ferdinand VI
Ensenada était un homme au caractère actif, énergique, intelligent, responsable et très exigeant - surtout pour lui-même. Il suivait un emploi du temps bien réglé, se levant très tôt, quittant le travail tardivement. Il était également séducteur, galant et se comporta comme un véritable courtisan. On lui attribue d'ailleurs les paroles suivantes : « Les princes sont tous bons, à condition qu'on ne satisfasse pas leurs caprices : celui qui veut leur faire sa cour ne les satisfera pas et perdra son crédit ». Ses soupers, où la bonne société madrilène se pressait, étaient également célèbres. Il fut également un grand admirateur du castrat Farinelli, qu'il estimait. La cour devint d'ailleurs un grand centre culturel, avec le soutien des époux royaux, fervents mélomanes - la reine avait d'ailleurs été élève du claveciniste Scarlatti. 
Ces qualités lui valurent d'attirer l'attention du nouveau roi Ferdinand VI qui se l'attacha : en 1747, Ensenada fut nommé secrétaire de la reine Marie-Barbara de Bragance et capitaine général. Dans le premier cabinet de Ferdinand VI, sous la direction de José de Carvajal, Ensenada fut chargé de l'Économie, de la Guerre, de la Marine et des Indes ; dès 1748, il s'empara de toutes les rênes du gouvernement.
Il reçut le soutien du parti de la reine et de la puissante famille d'Albe (liée particulièrement à la maison Stuart). Il fut également un proche de la marquise de Torrecilla, dame d'honneur de la reine et son amie intime. En revanche, il fut en butte à l'opposition du parti de la reine-mère, Elisabeth Farnèse, même après qu'il eut écarté son rival, le marquis de Villarias. En 1750, il fut fait chevalier de la Toison d'Or.

### Le réformateur
Ensenada n'était pas un grand réformateur - il peut même être plutôt considéré comme un conservateur -, mais il impulsa les changements qu'il pensait être nécessaires pour résoudre les problèmes qui affectaient le système politique espagnol. Son objectif était de rendre à l'Espagne son prestige, en se dégageant des influences française ou italienne. 

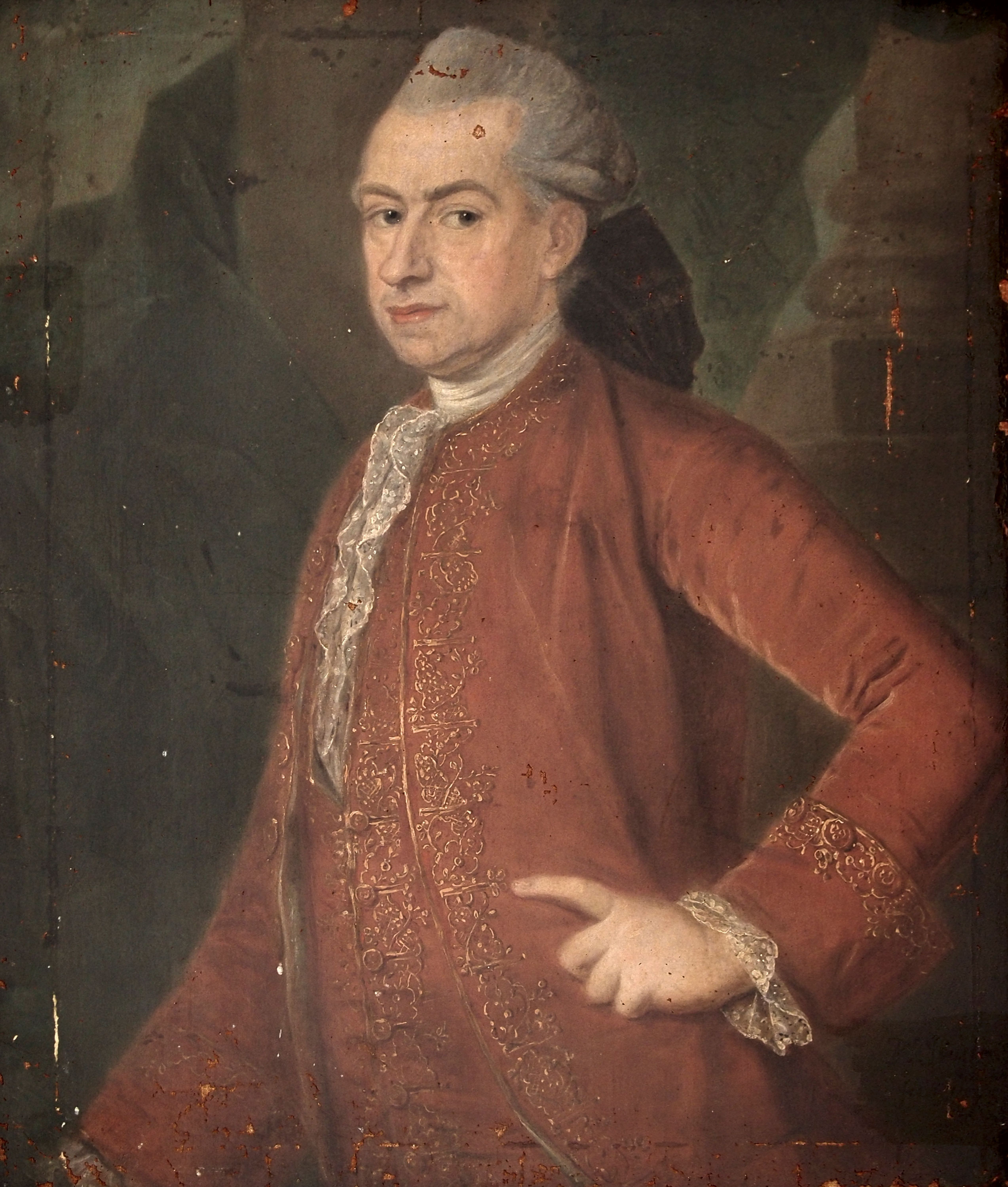
Portrait du marquis de la Ensenada, par Pierre Jouffroy, c. 1770, Musée de Valladolid.

Ensenada s'intéressa particulièrement aux développement des sciences. Aussi fit-il imprimer d'anciens livres arabes et grecs. Il créa l'école des Chirurgiens de Cadix, l'Académie royale des Beaux-Arts de San Fernando en 1752, de l'Académie royale de Médecine, de l'Observatoire astronomique, et projeta la création d'archives générales à Madrid. Il fit encore la promotion des échanges entre savants et intellectuels et soutint les visites de scientifiques étrangers en Espagne. Il commanda enfin l'exécution d'une carte exacte des territoires espagnols.
Dans le domaine économique, les deux axes de sa politique sont le renflouement des caisses de l'État et l'enrichissement de la population. Il avait d'ailleurs l'habitude de dire : 
« Les monarchies bien gouvernées veillent par-dessus tout au Trésor Royal et à ce que leurs vassaux ne soient pas pauvres ».
Afin d'améliorer les recettes de l'État, Ensenada crée en 1752 le Giro Real, institution bancaire qui favorisait les mouvements de fonds publics et privés avec les pays étrangers : étant contrôlée par l'État, ses bénéfices revenaient directement au Trésor espagnol. Sur le plan fiscal, il projette la création d'un impôt unique, pour remplacer les autres impôts traditionnels, reposant sur le cadastre - il fait pour cela réaliser le cadastre qui porte son nom - et payé par tous. Mais ce projet ne voit jamais le jour, à cause de l'opposition nobiliaire. Ensenada réorganise le système des douanes en l'unifiant et en supprimant les douanes intérieures entre les royaumes de la péninsule. 
Afin de soutenir le développement du commerce, Ensenada améliore le système des transports en faisant rénover les routes et les voies de navigation fluviale (comme sur l'Ebre, jusqu'à Tortosa) ou encore moderniser les ports de Barcelone et de Palma de Majorque. Ensenada s'occupe encore de réorganiser l'exploitation des terres en friche et des forêts. Il soutient également la création de manufactures de toiles et de tapis. Enfin, il s'efforce de développer le commerce avec les colonies américaines. Il en finit avec le régime de monopole, dans le but, entre autres, d'éliminer la corruption de ce commerce : en fin de compte, la fraude diminua et les profits du commerce colonial augmentèrent.

### Le soldat et le diplomate
Conscient des difficultés que connait l'Espagne, Ensenada n'en a pas moins une politique militaire ambitieuse. Il résume ses vues dans les Reales Órdenes de 1751, dans lesquels il détaille ses projets : « Proposer que Votre Majesté ait des forces terrestres égales à celles de la France et des forces maritimes égales à celles de l'Angleterre serait un crime, car la population de l'Espagne ne le pourrait pas et le Trésor ne pourrait pas supporter de telles dépenses ; mais proposer de ne pas augmenter l'armée et de ne pas améliorer la marine serait demander que l'Espagne reste subordonnée à la France sur les terres et à l'Angleterre sur les mers. ». Le but d'Ensenada était de faire de l'Espagne l'arbitre entre les deux puissances européennes, la France et l'Angleterre.
Particulièrement intéressé par la Marine, qui était pour lui la clef de la défense de l'empire colonial et des côtes de la métropole contre les attaques britanniques et françaises, Ensenada souhaite relever l'Armada espagnole. Il envoie en 1748 Jorge Juan y Santacilia en Angleterre, afin qu'il s'informe sur les techniques navales les plus modernes. Il développe trois grands arsenaux, qui sont restés depuis les principaux lieux d'appui de la flotte espagnole : Ferrol, Carthagène et La Carraca (à San Fernando, près de Cadix). Il fait alors construire 60 vaisseaux de ligne et 65 frégates, tandis que les effectifs de la Marine passent à 80 000.
Ensenada s'occupa aussi du développement de l'armée espagnole. Les effectifs furent accrus jusqu'à 186 000 soldats. Ensenada se chargea également de la sélection de chevaux de meilleure race pour l'armée et réorganisa l'artillerie.
Mais Ensenada fut également un diplomate. Il trouva des relais jusque auprès du pape et passa en 1753 un concordat avec le Saint-Siège, qui acceptait le renforcement du contrôle papal sur le clergé espagnol, en échange d'avantages économiques. Ensenada se vit même offrir la pourpre cardinalice, mais la refusa finalement.
En 1750, Ensenada s'oppose avec vigueur au traité des Limites entre l'Espagne et le Portugal, le considérant comme trop favorable au Portugal et au Royaume-Uni, son allié traditionnel.

### De la chute à la fin de Ensenada
C'est d'ailleurs son opposition résolue au Royaume-Uni qui provoqua sa disgrâce. En 1750-1751 déjà, il commença à préparer une flotte de guerre à La Havane, afin d'attaquer Campeche et Belize. Il reçut pour cela le soutien de la France et de ses agents à Madrid, dont l'ambassadeur Duras. En 1754, Ensenada prépara cette fois une intervention contre les colons installés à Belize et sur la Côte des Moustiques. Mais Ferdinand VI, pris dans les intrigues croisées des ambassadeurs britannique et français, qui cherchaient à le faire entrer chacun dans la guerre de Sept Ans, et sur les conseils du duc de Huéscar, restait partisan de la plus grande neutralité possible entre les deux pays. Ensenada cependant se lança dans des préparatifs de guerre, sans en informer le roi, et Ricardo Wall, successeur de José de Carvajal, Benjamin Keene, l'ambassadeur britannique, Vilanova de Cerveira, l'ambassadeur portugais et la reine, Marie-Barbara, révélèrent toute l'affaire au roi.
Dans la nuit du 20 au 21 juillet 1754, à minuit, le marquis de la Ensenada fut arrêté par ordre du roi, chez lui à Madrid, et accusé de haute trahison contre la Couronne, pour avoir caché les ordres de guerre. Il ne fut pas condamné à l'exil, mais envoyé sous surveillance à Grenade, puis, à partir de décembre 1757 à El Puerto de Santa María (près de Cadix). Il fut soutenu par plusieurs ministres, comme le comte de Valparaíso (à l'Économie), Sebastián de Eslava (à la Guerre) et Julián de Arriaga (à la Marine et aux Indes). Mais la plupart des proches de Ensenada furent écartés. Ricardo Wall, craignant un retour du marquis, propagea des rumeurs de conspiration avec Elisabeth Farnèse et répandit des libelles contre lui. 
À l'arrivée au pouvoir de Charles III, en 1759, le marquis de la Ensenada connut un bref retour en grâce. Il publia alors son Instrucción Reservada a la Junta de Estado (« Instruction destinée à la junte de l'État ») qui regroupait certaines de ses théories économiques. Mais sa position fut mise à mal lors de la célèbre révolte menée contre Esquilache en 1766 : il fut désigné comme l'instigateur de cette révolte, à cause de sa proximité avec les cercles jésuites et perdit toutes ses fonctions. Exilé, par ordre royal, à Medina del Campo, il y mourut le 2 décembre 1781, sans avoir jamais pu en sortir durant les dernières quinze années de sa vie.

## De la réhabilitation à la gloire
Sa politique et son action, dans la droite ligne de ses collaborateurs Patiño et Campillo, poursuivie même après sa disgrâce par les collaborateurs de Charles III, furent reconnues et louées après sa mort, par François Cabarrus entre autres.
En 1869, ses restes mortels furent transférés au Panthéon des marins illustres, à San Fernando. Ses œuvres furent regroupées, compilées et éditées ; les premiers travaux sur le siècle soulignèrent son rôle de premier plan.

## Sources
- (es) Cet article est partiellement ou en totalité issu de l’article de Wikipédia en espagnol intitulé « Marqués de la Ensenada » (voir la liste des auteurs).